# Orbita 9
Orbita 9 (Órbita 9) è un film del 2017 scritto e diretto da Hatem Khraiche. È un film di fantascienza ambientato in un futuro distopico.

## Trama
Helena si trova da sola in viaggio su una astronave dove è nata 20 anni prima: da tre anni, infatti, i suoi genitori la hanno abbandonata per aumentare le chance di successo del viaggio che dovrebbe durare 40 anni in tutto e che la porterà sulla colonia di Celeste.
Quando l'astronave ha un guasto all'impianto di rigenerazione dell'ossigeno Helena lancia l'SOS: a soccorrerla e a riparare il danno è Alex, un ingegnere robotico. Di notte Helena, che non è mai stata con un uomo in vita sua, seduce Alex.
Finita la sua missione Alex lascia quella che si scopre non essere una vera astronave: Helena in realtà vive a sua insaputa in un simulatore, sulla Terra.
Tormentato dai rimorsi, Alex torna nella capsula e rivela ad Helena la verità e la libera di nascosto, portandola fuori dalla zona militare dove si trova la capsula. Grazie a lui Helena scopre per la prima volta cose a lei sconosciute, come la pioggia e i tuoni, quello che rimane del mare, vestiti che non siano tute spaziali.
Per ingannare i militari, Alex ha hackerato il sistema di videosorveglianza, mandando le immagini in loop infinito, facendo così credere a tutti che Helena sia ancora nella capsula; il piano è quello di fare altre riprese all'esterno e di inserirle nel circuito, così da mostrarla mentre invecchia e non destare sospetti. Alex rivela inoltre che il simulatore è programmato per durare ben più dei 40 anni previsti: le cavie saranno informate di un errore di navigazione e saranno destinate a rimanere nella capsula fino alla morte.
Helena scopre inoltre di essere un clone, come tutte le cavie del progetto Orbita: dai suoi "genitori" viene a sapere che i suoi geni provengono da una persona morta da almeno due generazioni. Il progetto serve a simulare il vero viaggio verso la colonia Celeste.
Mentre Alex è al lavoro, Helena riesce a raggiungere finti genitori; il "padre", però, la ammanetta e avvisa i militari della fuga, e la ragazza si salva solo perché la "madre" la aiuta a scappare. Helena e Alex trovano quindi rifugio da Silvia, psicologa del centro che diventa loro complice. Il tradimento costa la vita a Silvia che viene uccisa dai militari, mentre la fuga dei due ha vita breve con Helena che si lascia catturare e chiede di tornare nell'Orbita 9. I militari le dicono che il simulatore è stato spento: ma il corpo di Helena ha bisogno della pressurizzazione della capsula e soffre a vivere sulla Terra.
L'organizzazione non ha intenzione di ripristinare il simulatore: il destino di Helena è quello di morire con un'iniezione letale. Alex però irrompe nel centro e si offre di partecipare anche lui all'esperimento: i militari accettano perché potranno per la prima volta sperimentare una fecondazione e una nascita all'interno della capsula. Helena pone una condizione: che la loro figlia potrà un giorno uscire dal simulatore.

## Distribuzione
In Italia il film è stato distribuito sulla piattaforma Netflix.

## Doppiaggio
Il film non è stato doppiato in italiano ma è disponibile con i sottotitoli.

## Riconoscimenti
- Festival internazionale del cinema fantastico di Bruxelles: candidatura come miglior film europeo
- Santa Barbara International Film Festival: candidato al Nueva Vision Award